# Hazlemere

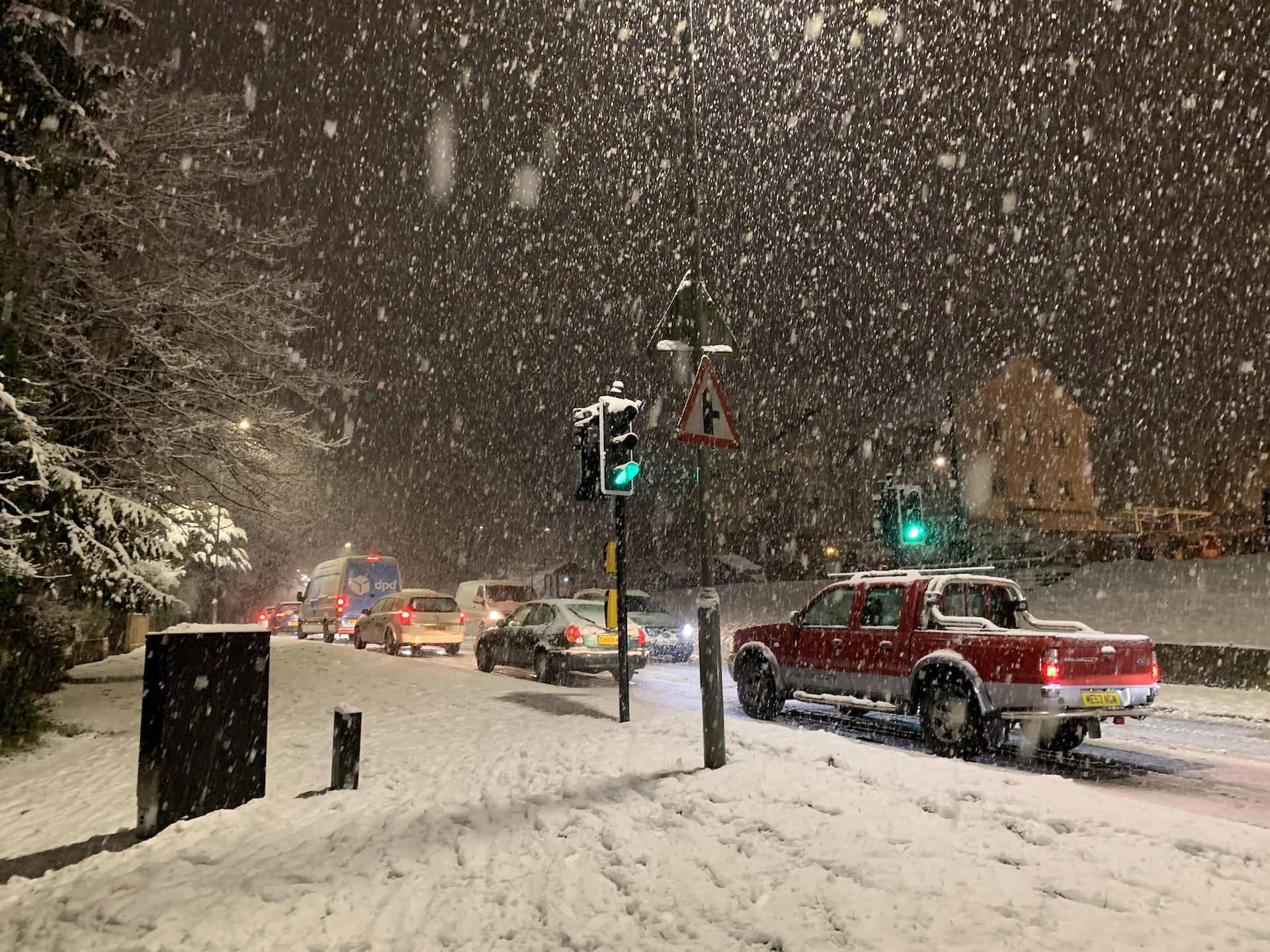

Hazlemere est un village situé dans la banlieue (nord-est) de High Wycombe dans le Buckinghamshire, Angleterre. 